# A Prince There Was
A Prince There Was er en amerikansk stumfilm fra 1921 af Tom Forman.

## Medvirkende
- Thomas Meighan som Charles Edward Martin
- Mildred Harris som Katherine Woods
- Charlotte Jackson som Comfort Brown
- Nigel Barrie som Jack Carruthers
- Guy Oliver som Bland
- Arthur Stuart Hull som J.J. Stratton
- Sylvia Ashton som Mrs. Prouty
- Fred Huntley som Mr. Cricket
- Peaches Jackson